# 無尾獸的目光
《無尾獸的目光》（韓語：꼬리 없는 짐승들의 눈빛）是朝鮮集中營幸存者、脫北者李順玉的著作，講述了她的獄中經歷。
李順玉原在家鄉咸鏡北道清津市擔任朝鮮勞動黨要職，後因誣告被逮捕，在价川集中營被關押長達5年之久。期間目睹了大量非人道惡行，她用“無尾獸”為題來比喻服刑者喪失基本的人的尊嚴。1996年該書在韓國出版，1999年英譯本在美國出版。